# Haselau
Haselau est une commune allemande du Schleswig-Holstein, située dans l'arrondissement de Pinneberg (Kreis Pinneberg), à quatre kilomètres au sud-ouest de la ville d'Uetersen, sur la rive droite de l'Elbe. Haselau est l'une des trois communes de l'Amt Haseldorf dont le siège est à Haseldorf.

## Personnalités liées à la ville
- Johann Georg Christian Lehmann (1792-1860), naturaliste né à Haselau.